# Gare de Francardo
La gare de Francardo est une gare ferroviaire française de la ligne de Bastia à Ajaccio (voie unique à écartement métrique), située sur le territoire de la commune d'Omessa, dans le département de la Haute-Corse et la Collectivité territoriale de Corse (CTC).
Construite par l'État, elle est mise en service en 1888 par la Compagnie de chemins de fer départementaux (CFD). C'est une gare des Chemins de fer de la Corse (CFC), desservie par des trains « grande ligne ».

## Situation ferroviaire
Établie à 267 mètres d'altitude, la gare de Francardo est établie au point kilométrique (PK) 54,6 de la ligne de Bastia à Ajaccio (voie unique à écartement métrique), entre les gares de Ponte-Leccia et de Soveria (s'intercalait la halte fermée d'Omessa).
C'est une gare d'évitement avec une deuxième voie pour le croisement des trains. Elle dispose également d'une voie de service en impasse le long de l'ancienne halle à marchandises.

## Histoire
Construite par l'État, la « station de Francardo » est mise en service le 1er février 1888 par la Compagnie de chemins de fer départementaux (CFD) lors de l'ouverture à l'exploitation de la section de Bastia à Corte du chemin de fer d'Ajaccio à Bastia. Des travaux ont été nécessaires pour la construction de chemins permettant la desserte de Aïti, les communes des cantons de Saint-Laurent et de Morosaglia, et Prato. Il est à noter que la gare de Francardo tient une place prépondérante dans le roman Le Saut oblique de la truite (éditions Phébus, 2017) de l'écrivain français Jérôme Magnier-Moreno sur la couverture duquel elle est d'ailleurs représentée,.

## Service des voyageurs

### Accueil
Gare CFC, elle dispose d'un bâtiment voyageurs, avec guichet ouvert du lundi au vendredi et fermé les samedis dimanches et jours fériés.
Des passages planchéiés permettent la traversée des voies et l'accès aux quais.

### Desserte
Francardo est desservie par des trains CFC « grande ligne » de la relation Bastia - Ajaccio ou Corte.

### Intermodalité
Un récent parking pour les véhicules y est aménagé, avec plantation de quelques arbustes.

## Patrimoine ferroviaire
Outre le bâtiment voyageurs d'origine rénové, l'ancienne halle à marchandises est toujours présente.